# 臼井茂樹
臼井 茂樹（うすい しげき、1898年（明治31年）10月30日 - 1941年（昭和16年）12月23日）は、日本の陸軍軍人。最終階級は陸軍少将。

## 経歴
鹿児島県出身。薩摩郡高江村大字久見崎（現在の薩摩川内市久見崎町）に臼井恕助の息子として生まれる。熊本陸軍地方幼年学校、中央幼年学校を経て、1919年（大正8年）5月、陸軍士官学校（31期）を卒業。同年12月、歩兵少尉に任官し歩兵第46連隊付となる。1926年（大正15年）12月、陸軍大学校（38期）を卒業した。
1928年（昭和3年）3月、参謀本部付勤務となり、参謀本部員、ポーランド・ソビエト連邦駐在、ポーランド兼ルーマニア公使館付武官補佐官、参謀本部員、参謀本部付などを務め、1937年（昭和12年）8月、歩兵中佐に昇進。同月、兵科を航空兵に転科し航空兵中佐となる。1939年（昭和14年）3月、航空兵大佐に進み参謀本部兼大本営第8課（謀略課）長に就任。
1940年（昭和15年）8月、参謀本部課長に転じ、浜松陸軍飛行学校教官を経て、1941年（昭和16年）7月、飛行第98戦隊長に発令され太平洋戦争に出征。ビルマの戦いに参戦し、1941年12月、ラングーン攻撃の機上で戦死し、陸軍少将に進級した。墓所は多磨霊園。